# Сторч, Ларри
Лоуренс Сэмюэл Сторч (англ. Lawrence Samuel Storch; 8 января 1923, Нью-Йорк — 8 июля 2022) — американский актёр кино, театра и телевидения, комик. Номинант на премию «Эмми»..

## Биография

### Ранние годы
Родился в Нью-Йорке в еврейской семье. Отец Альфред Сторч был риелтором, мать Салли Куперман работала оператором телефонной связи. Учился в средней школе ДеВитта Клинтона в Бронксе вместе с Доном Адамсом, дружба с которым продолжалась вплоть до ухода последнего из жизни в 2005 году.
Из-за разразившегося в США финансового кризиса Ларри так и не окончил школьное образование. Он стал выступать в барах и клубах с комедийными номерами, зарабатывая по 12 долларов в неделю.
Он служил в военно-морском флоте Соединённых Штатов во время Второй мировой войны на подводной лодке класса USS Proteus, где его сослуживцем был Тони Кёртис.

### Карьера
На экране дебютировал в начале 50-х. Наиболее известен как голос мистера Вупи из мультсериала «Теннесси Такседо и его сказки» (1963—1972) и Капрал Рэндольф Агарн в популярнейшем телевестерне «Отряд 'Ф'» (1965—1967), за роль которого в 1967 году был номинирован на Прайм-таймовую премию «Эмми».

### Личная жизнь
С 10 июля 1961 года был женат на актрисе Норме Кэтрин Грейв. В браке у пары родилось трое детей. Норма скончалась в 2003 году.